# 聖座—美國關係
聖座－美國關係是美国和罗马教廷之间的双边关系。首席美国外交官员是卡丽斯塔·金里奇大使，她于2017年12月22日正式上任。罗马教廷的代表是于2016年4月12日就职的圣座大使克里斯托弗·皮埃尔大主教。美国驻罗马教廷大使馆位于罗马的多米齐亚纳别墅。驻美国大使馆位于华盛顿特区，位于西北马萨诸塞大道3339号。

## 历史

### 1797年至1867年
从1797年的乔治·华盛顿总统和教宗庇护六世任内，到1867年安德鲁·约翰逊总统和教宗庇护九世任内，美国与教皇国保持着领事关系。从1848年詹姆斯·诺克斯·波尔克总统任内到1867年安德鲁·约翰逊总统任内，教皇以教皇国元首的身份与美国建立了外交关系，但没有建立大使级外交关系。1867年2月28日，美国国会通过立法，禁止美国今后向罗马教廷的外交使团提供任何资金。这一决定是基于美国日益高涨的反天主教情绪，以及天主教徒玛丽·苏拉特因参与阴谋暗杀亚伯拉罕·林肯总统而被定罪并处以绞刑。她的儿子约翰·苏拉特也是天主教徒，被指控与约翰·威尔克斯·布斯密谋暗杀亚伯拉罕·林肯。他得到了罗马天主教会的庇护，逃到意大利，在那里担任教皇义勇兵。还有一项指控称，教皇禁止了新教宗教仪式的庆祝活动。此前，新教宗教仪式每周都在美国驻罗马部长的家中举行，地点在梵蒂冈城墙之内。

### 1867年至1984年
从1867年到1984年，美国与罗马教廷没有外交关系。几位总统指定了私人特使定期访问罗马教廷，讨论国际人道主义和政治问题。邮政总局局长吉姆·法利是第一位代表。法利是第一个与罗马教廷关系正常化的高级政府官员。1933年，英国邮政署长与苏联外交委员利特维诺夫乘坐意大利的“萨沃亚孔特号”班轮启程前往欧洲。在意大利，法利拜会了教皇庇护十一世，并与1939年继任教皇的红衣主教派契利共进晚餐。从1939年到1950年，迈伦·查尔斯·泰勒为富兰克林·D·罗斯福和哈里·S·杜鲁门总统担任这一职务。
尼克松、福特、卡特和里根总统也任命了与教皇的私人使节。除了杜鲁门、艾森豪威尔、肯尼迪、约翰逊以及后来所有的总统，还有那些穿着黑色衣服和面纱的第一夫人们，都在寻求教皇的祝福，通常是在他们执政的头几个月里，而且通常都是去梵蒂冈进行的。
1951年10月20日，杜鲁门总统提名前将军马克·克拉克为美国驻罗马教廷特使。1952年1月13日，在参议员汤姆·康纳利（德州民主党）和新教团体的抗议下，克拉克撤回了他的提名。这项官方禁令一直持续到1983年9月22日，后来被《卢加尔法案》废除。
梵蒂冈在历史上一直被指责为“反美国”，至少在约翰·肯尼迪担任总统之前是如此。保罗·布兰沙尔德在《美国自由与天主教力量》一书中提出了大量指控，书中抨击教廷是一个危险、强大、外国且不民主的机构。

### 1984年至今

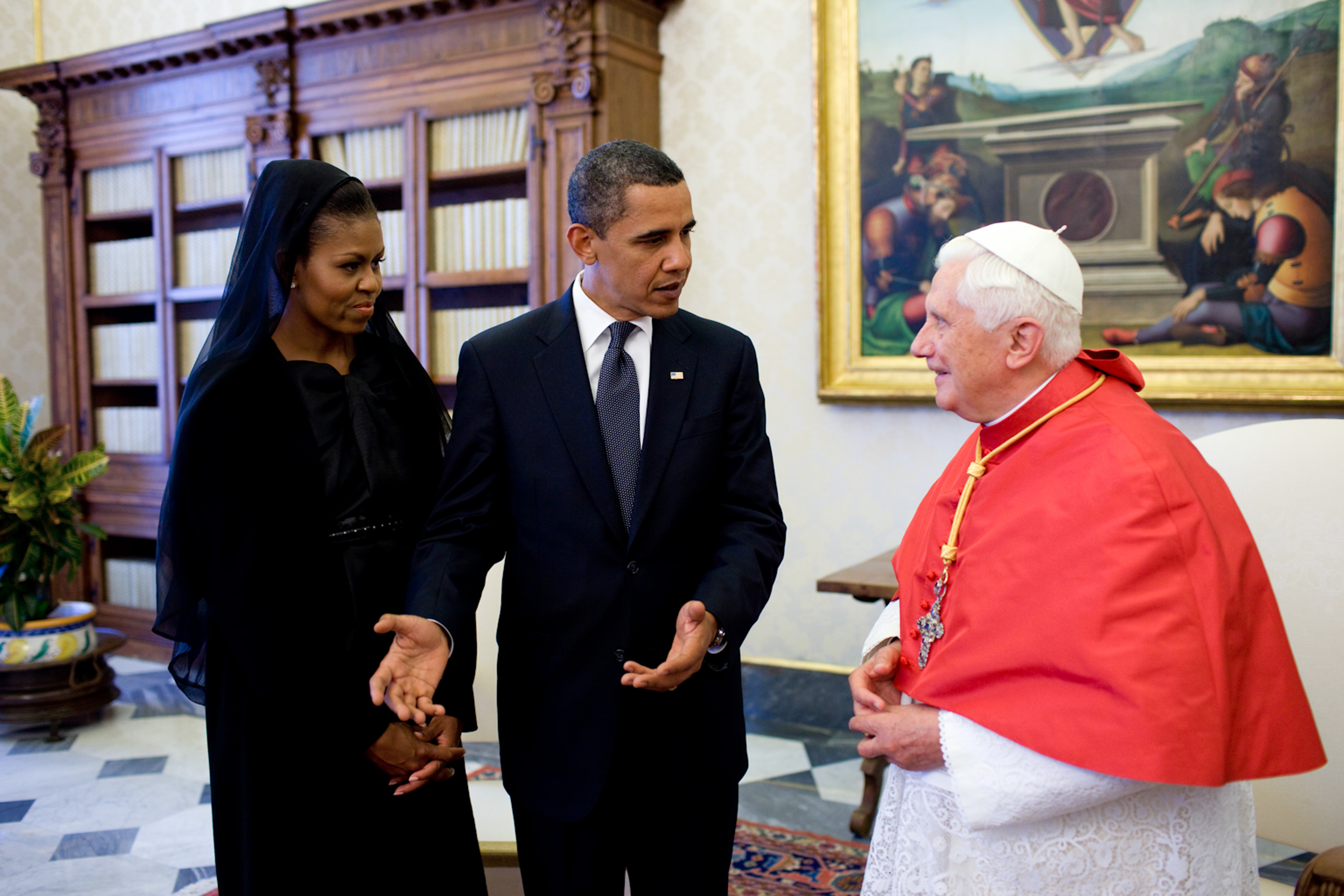
2009年，美国总统巴拉克·奥巴马和第一夫人米歇尔·奥巴马在梵蒂冈会见教皇本笃十六世

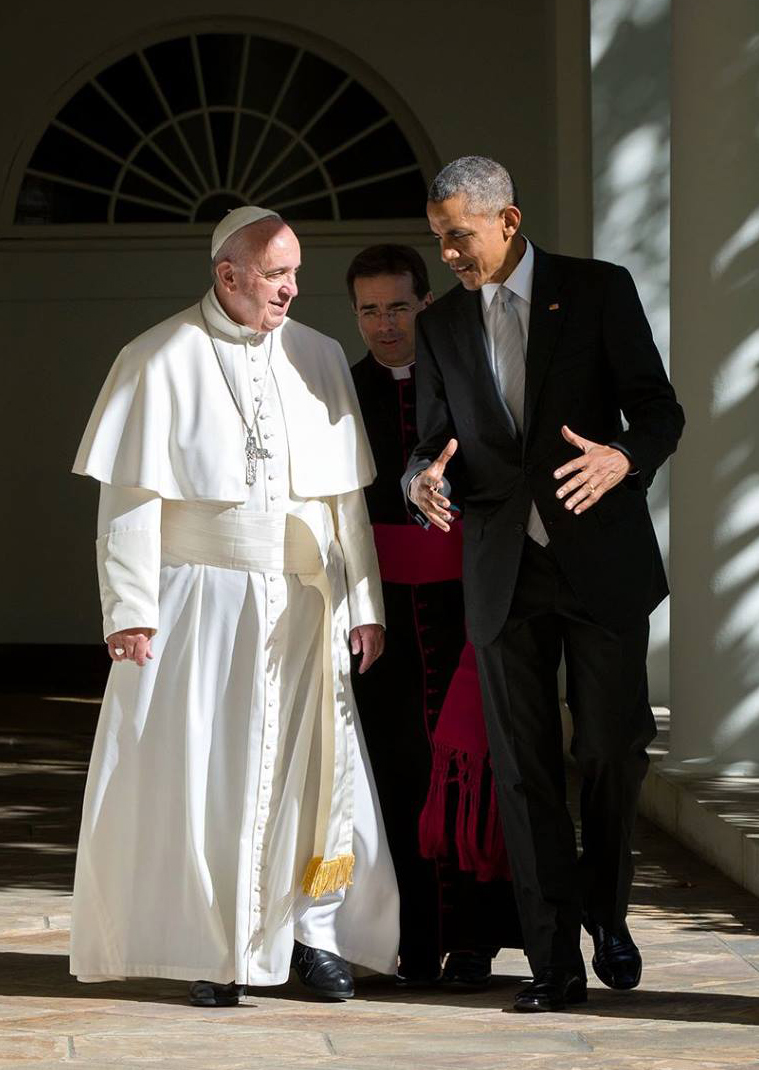
2015年，教皇方济各和奥巴马总统在白宫会面

美国和罗马教廷于1984年1月10日宣布建立外交关系。与长期以来强烈的国内反对形成鲜明对比的是，这次几乎没有来自国会、法院和新教团体的反对。1984年3月7日，参议院确认威廉·威尔逊为美国驻罗马教廷的首任大使。威尔逊大使自1981年以来一直担任里根总统派往教皇的私人特使。罗马教廷任命皮奥·拉吉大主教为罗马教廷驻美国的第一位使徒使节（相当于大使）。自1980年以来，拉吉大主教一直是教皇约翰·保罗二世在美国天主教会的使徒代表。罗纳德·里根总统和教皇约翰·保罗二世的关系非常密切，特别是因为他们都反对共产主义，并对迫使苏联人离开波兰有着强烈的兴趣。此外，1981年春天，两人在仅相隔六周的时间里躲过了多次暗杀，这让两人建立了共同的纽带。
自911恐怖袭击和美国从2001年开始反恐战争以来，梵蒂冈一直对反恐战争持批评态度，特别是对美国在伊拉克的政策持批评态度。2009年7月10日，奥巴马总统和教皇本笃十六世在罗马会晤。一项将美国驻罗马教廷大使馆和美国驻意大利大使馆迁至同一地点的计划遭到了几位前美国大使的批评。2014年3月27日，奥巴马和教皇方济各在罗马会晤。2015年9月，教皇方济各访问了北美，在访问古巴之后，他又访问了美国，在费城参加了世界家庭会议，还访问了华盛顿特区和纽约。

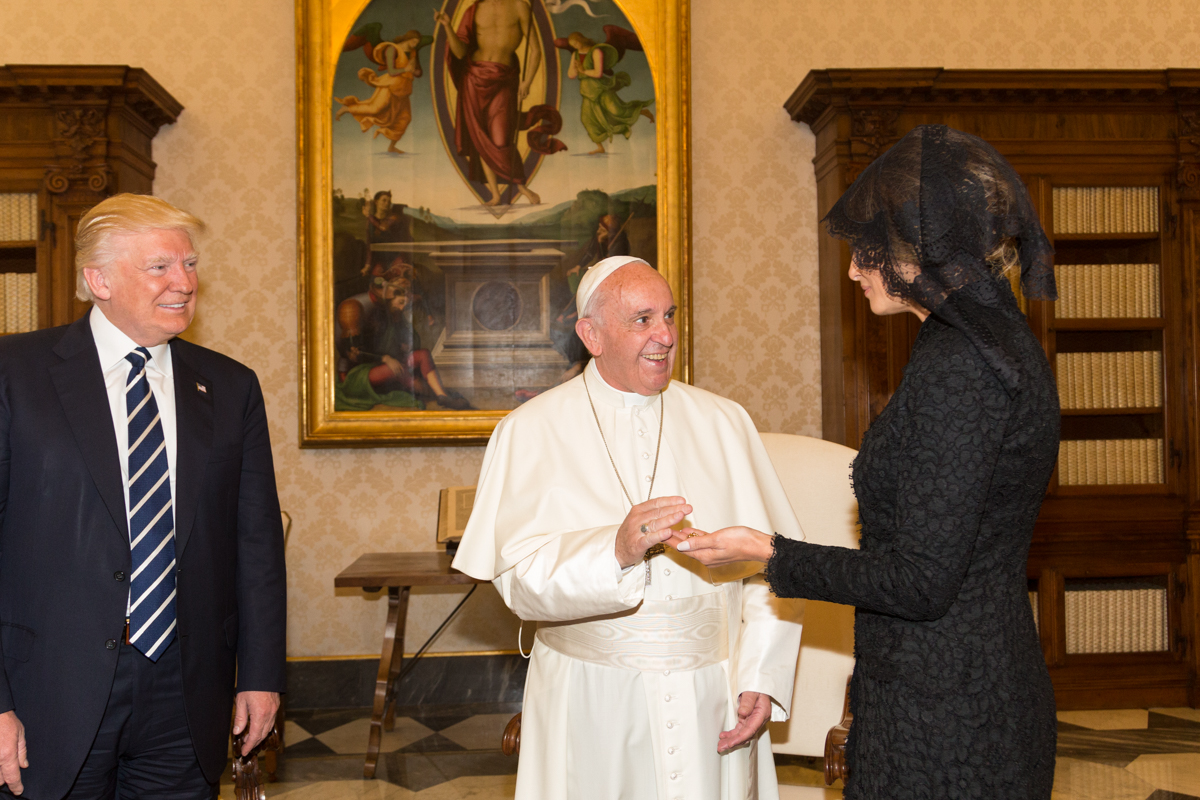
美国总统唐纳德·特朗普和第一夫人梅拉尼娅·特朗普于2017年5月24日星期三在梵蒂冈会见了教皇方济各

2015年6月，美国和罗马教廷签署了首个政府间协议，旨在通过自动交换税收信息遏制海外逃税。